# Mario Andretti
Vous lisez un « bon article » labellisé en 2011.
Pour les articles homonymes, voir Andretti.
Ne pas confondre avec son fils ainé Michael Andretti, son fils cadet Jeff Andretti, son petit-fils Marco Andretti (fils de Michael Andretti) et son neveu : John Andretti
Temple international de la renommée du sport automobile 2000
Mario Andretti, né le 28 février 1940 à Montona dans la province d'Istrie, alors en Italie, est un pilote automobile italo-américain. Au cours d'une carrière s'étalant sur près de cinq décennies, il se distingue dans l'histoire du sport automobile en remportant le championnat du monde de Formule 1 en 1978, les 500 miles d'Indianapolis  en 1969, les 500 miles de Daytona en 1967 et quatre championnats d'IndyCar (trois sous l'USAC en 1965, 1966 et 1969 et un sous le CART en 1984). Il a également remporté plusieurs courses de midget-cars, de sprint-cars et de dragster.
Mario Andretti est, avec son compatriote Dan Gurney, le seul pilote victorieux à la fois en Formule 1, en IndyCar, en Championnat du monde des voitures de sport et en NASCAR. Avec le Colombien Juan Pablo Montoya, il est également le seul pilote victorieux en NASCAR Grand National, en Formule 1 et aux 500 miles d'Indianapolis. Il fait enfin partie des trois pilotes à avoir remporté au cours d'une même saison la victoire dans une course sur route, dans une course sur circuit ovale et dans une course sur terre.
Son ultime victoire en IndyCar, au Valvoline 200 de Phoenix le 4 avril 1993, fait de lui le premier pilote à remporter une course dans quatre décennies différentes,. Mario Andretti est le seul pilote nommé Pilote américain de l'année dans trois décennies différentes (1967, 1978 et 1984).
Sa victoire au Grand-Prix des Pays-Bas 1978 est la dernière d'un pilote américain en Formule 1. Andretti, qui a signé 109 victoires au cours de sa carrière, est considéré comme un des plus grands pilotes américains de l'histoire. Dans la culture populaire américaine, son nom est synonyme de vitesse, comme Barney Oldfield aux États-Unis dans la première moitié du XXe siècle ou comme Stirling Moss en Grande-Bretagne.

## Biographie

### Jeunesse et débuts

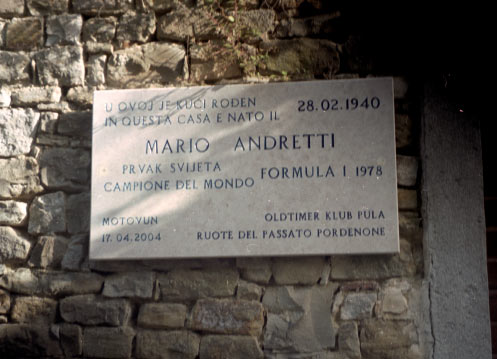
Plaque sur la maison natale de Mario Andretti à Motovun (Montona).

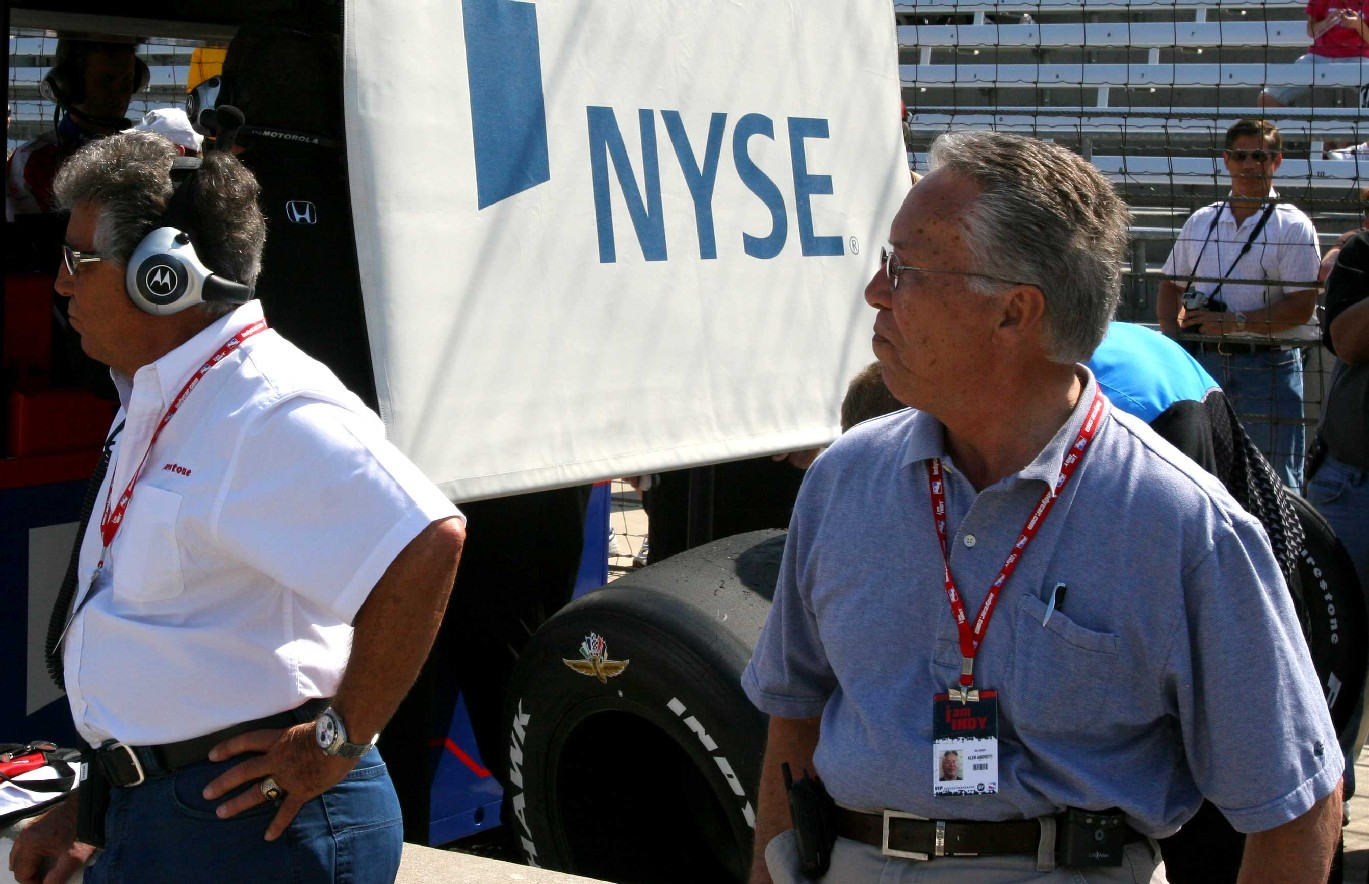
Mario (à gauche) et son frère jumeau Aldo aux qualifications des 500 miles d'Indianapolis 2007.

Mario Gabriele Andretti naît à Montona, un village médiéval perché sur une colline situé dans la province d'Istrie en Italie, (aujourd'hui Motovun en Croatie). Ses parents sont Luigi Andretti, administrateur dans une ferme et son épouse Rina. Mario a un frère jumeau, Aldo.
À la fin de la Seconde Guerre mondiale, le Traité de Paris de 1947 annexe l'Istrie, région à l'est de la Vénétie, à la Yougoslavie, ce qui amène la famille Andretti à quitter Montona en 1948 et à passer de nombreuses années dans un camp de réfugiés de Lucques en Italie. La famille Andretti obtient, en 1955, son permis d'immigration vers les États-Unis et part habiter à Nazareth, en Pennsylvanie, avec seulement 125 $ en poche.
Rina raconte qu'à deux ans, ses jumeaux prenaient des couvercles de casseroles et couraient dans la cuisine en faisant « Vroom, vroom », comme s'ils conduisaient des voitures, avant même qu'ils en aient vu une. En 1945, à cinq ans, Mario et Aldo construisent une voiture en bois avec laquelle ils arpentent les rues de leur ville. Plus âgés, les frères sont embauchés dans le garage de leur oncle et Mario a pour la première fois la possibilité de prendre le volant d'une voiture. « La première fois que j'ai mis en marche une voiture, j'ai senti des secousses dans le moteur et les roues devenir vivantes entre mes mains, je suis devenu accro »,,. Mario connaît sa première expérience de la course à Ancône, en Italie en Formule Junior alors qu'il n'a que treize ans,.
Passionnés de sport automobile – en Italie, ils ont notamment assisté au Grand Prix d'Italie et aux Mille Miglia où ils voient courir le double champion du monde de Formule 1 Alberto Ascari, –, ils mettent suffisamment d'argent de côté pour s'offrir à leur majorité leur première voiture, une Hudson Hornet Sportsman modifiée. En 1959, ils engagent leur Hudson sur un circuit ovale en terre et participent à des compétitions locales de stock-car sans en informer leurs parents. Mario et Aldo Andretti se forgent une réputation de terreurs des circuits, gagnant même le surnom : « Les Sauvages ». En quatre courses, ils remportent deux victoires chacun, mais à la fin de la saison, Aldo se blesse grièvement et met un terme prématuré à sa carrière naissante de pilote. Très mécontents, leurs parents découvrent ainsi qu'ils participaient à des courses de stock-car. Mario sait qu'il devra poursuivre son ascension en solitaire. Entre 1960 et 1961, Mario s'engage dans quarante-six courses de stock-car et en gagne vingt et une.

### Le succès en stock car

#### 1964: les débuts en USAC stock car
Mario Andretti acquiert la nationalité américaine en 1964 et s'engage occasionnellement dans des courses de stock-car de l'United States Auto Club. Il termine douzième du championnat USAC 1965 et remporte sa première course dans la discipline en 1967, où il finit septième de la saison. Il remporte trois courses de stock car sur circuit routier en 1974 et quatre autres en 1975.

#### 1966-1969: la Nascar
Dans sa carrière, Andretti participe à quatorze courses de NASCAR en Grand National puis en Winston Cup Series (Sprint Cup Series). Il s'engage essentiellement sur des voitures de Holman Moody, une des écuries de NASCAR les plus victorieuses de tous les temps qui a remporté les championnats 1968 et 1969 avec David Pearson, qui lui permet de courir ses dix dernières courses dans la discipline. Andretti remporte les 500 miles de Daytona en 1967.

#### 1976-1987: engagements à l'International Race of Champions
Andretti participe à l'International Race of Champions series (IROC) à six reprises au cours de sa carrière. Il obtient ses trois meilleurs résultats lors de ses trois premières participations. Il finit second de l'IROC III (1975–1976), second de l'IROC V (1977–1978) et remporte l'IROC VI (1978–1979) en terminant premier, second, ou troisième des épreuves. Andretti a remporté trois des vingt courses de l'IROC auxquelles il a participé.

### Carrière en monoplace

#### 1961-1963: débuts en midget
Le but de Mario Andretti était de piloter des monoplaces. Il déclare : « Aldo et moi gagnions dans les courses de voitures modifiées, mais mon objectif était de courir en monoplace »,.
Andretti pilote des midgets entre 1961 et 1963 et débute en catégorie ¾ de l'American Three Quarter Midget Racing Association durant l'hiver avant d'être repéré par des propriétaires de midget de première catégorie. En 1963, il participe à plus de cent courses et remporte trois épreuves sur deux circuits différents le jour du Labour day. Il remporte aussi une course à Flemington dans le New Jersey et deux épreuves à Hatfield, en Pennsylvanie.
La prochaine étape dans les courses automobiles sur la Côte Est des États-Unis consiste en les courses de vitesses de l'United Racing Club (URC). Andretti ne parvient pas à signer de bon temps. Il parcourt les Amériques du Canada jusqu'à Mechanicsburg en Pennsylvanie dans l'espoir de trouver une course où participer puis tire un trait sur ce championnat lorsqu'il se voit offrir la possibilité de courir à plein temps dans le championnat de l'United States Auto Club (USAC) à partir de 1964.

#### 1964-1967: en USAC sprint cars
En 1964, Andretti remporte le Joe James-Pat O'Connor Memorial, course du championnat USAC sprint courue sur le Salem Speedway à Salem dans l'Indiana. Malgré son départ pour le Champ Car, Andretti continue de courir en USAC sprint cars. En 1965, il remporte une seule course à Ascot Park et finit dixième de la saison. En 1966, il remporte cinq victoires (Cumberland dans le Maryland, Oswego dans l'État de New York, Rossburg dans l'Ohio, Phoenix dans l'Arizona et une seconde victoire au Joe James-Pat O'Connor Memorial à Salem dans l'Indiana) et termine second du championnat derrière Roger McCluskey. En 1967, il remporte trois des cinq épreuves dans lesquelles il s'engage.

#### 1964-1974: premiers titres en championnat USAC
Entre 1956 et 1979, le championnat de monoplaces de référence aux États-Unis est l'USAC et est souvent appelé IndyCar en référence aux 500 miles d'Indianapolis, la course majeure du championnat. Les courses de l'USAC se courent sur des circuits ovales de terre ou de bitume et, plus tard, sur des circuits routiers.
Mario Andretti débute en IndyCar le 19 avril 1964 au Trenton 100 à Trenton dans le New Jersey où il s'élance de la seizième position avant de terminer onzième. Rufus Gray, le propriétaire de sa monoplace, introduit Andretti dans le milieu en le présentant à Clint Brawner. Alors que Donnie Davis vient de mourir et que l'actuel pilote de Brawner, Chuck Hulse, vient de se blesser grièvement, Chris Economaki recommande Andretti à Brawner qui n'a pas été aussi impressionné par un pilote depuis Stan Bowman. Pour s'en convaincre, Brawner assiste à une course d'Andretti à Terre Haute dans l'Indiana et le pilote est aussitôt engagé. Leur association dure six ans. Mario Andretti termine onzième du championnat avec 530 points.
Mario Andretti remporte sa première course dans la discipline, le Hoosier Grand Prix couru à l'Indianapolis Raceway Park, le 25 juillet 1965. Sa troisième place aux 500 miles d'Indianapolis 1965 sur une Brawner Hawk avec le titre de Rookie of the year (meilleur débutant de l'année) lui permet de remporter le championnat et de devenir le plus jeune champion de la discipline, à 25 ans. Il devient, au même titre qu'Anthony Joseph Foyt Jr., la référence des courses américaines.

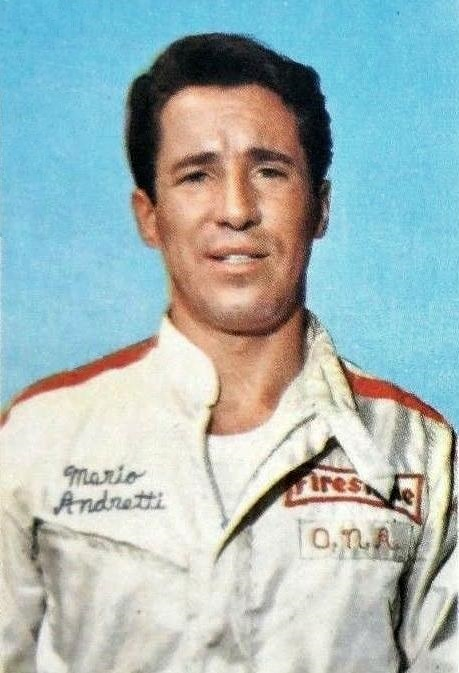
Mario Andretti en 1970.

Il remporte le championnat 1966 avec huit victoires en quinze courses. Andretti signe la pole position à Indianapolis. Il termine second des championnats d'IndyCar 1967 et 1968, ne cédant le titre à Anthony Joseph Foyt Jr. puis Bobby Unser (sur les plus petites marges en points de l'histoire) qu'au cours des derniers tours de la dernière épreuve de la saison, le Rex Mays 300, courue au Riverside Raceway Park en Californie. Ses résultats sont encore meilleurs en 1969, puisqu'il remporte neuf courses et le championnat. Il gagne notamment les 500 miles d'Indianapolis et la course de côte de Pikes Peak. Il est nommé athlète de l'année par l'émission Wide World of Sports diffusée sur ABC. Entre 1966 et 1969, Andretti remporte vingt-neuf des quatre-vingt-cinq courses du championnat USAC.
En 1973, le championnat national USAC se scinde en deux championnats distincts, l'un pour les courses sur terre, l'autre pour les courses sur circuits bitumés. Sur bitume, Andretti remporte une victoire et termine cinquième de la saison avec 2 400 points ; il se classe second du championnat sur circuits de terre. L'année suivante, il concourt dans les deux divisions du championnat USAC et remporte le titre sur terre. Andretti participe également aux courses de Formule 5000 américaine en 1973 et 1974, finissant second du championnat au cours des deux saisons.

#### 1968-1982: carrière en Formule 1

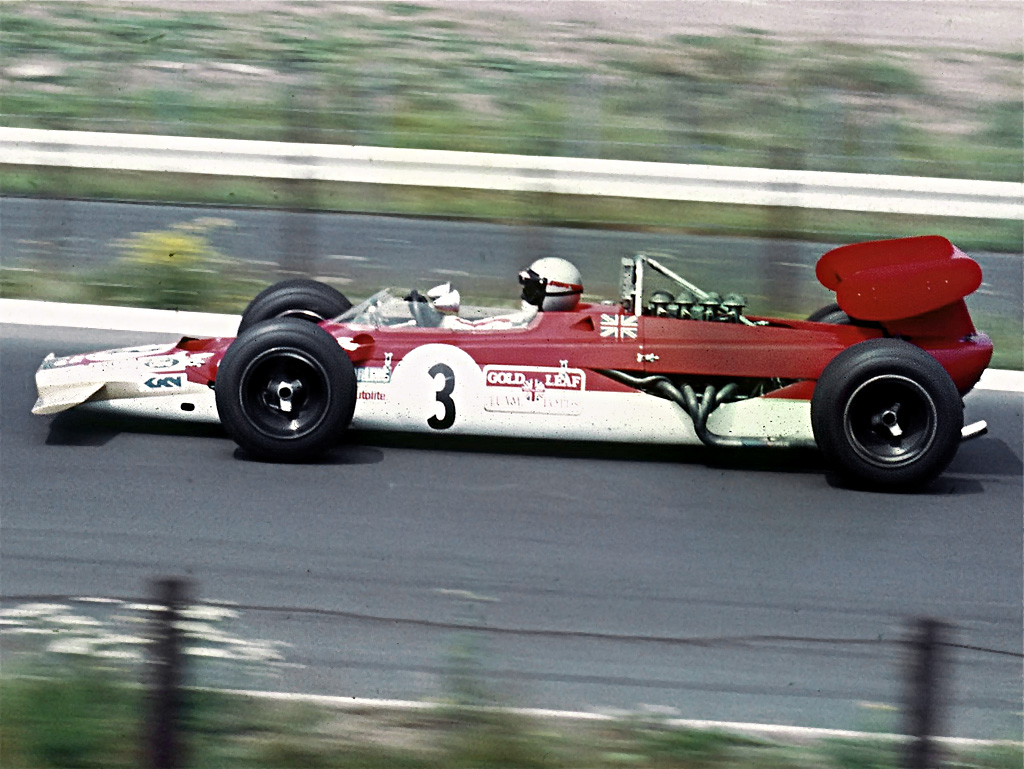
Au Nürburgring en 1969 sur Lotus 63.

La Formule 1 est la discipline la plus importante parmi les courses de monoplaces de la Fédération internationale de l'automobile (FIA). Même si elle est originaire d'Europe de l'Ouest, elle intègre dans les années 1960 des courses du monde entier. Lors de sa première participation aux 500 miles d'Indianapolis, en 1965, Mario Andretti rencontre Colin Chapman, propriétaire du Team Lotus en Formule 1, venu accompagner Jim Clark, le vainqueur de l'épreuve. Quand Andretti fait part à Chapman de son ambition de disputer des courses en Formule 1, ce dernier lui répond : « Quand tu seras prêt, appelle-moi »,.
En 1968, Andretti contacte Chapman et, en septembre, s'engage au Grand Prix d'Italie à Monza. Bobby Unser, son grand rival de l'USAC, doit également débuter en Formule 1 le même jour sur une BRM. Après des premiers essais convaincants, le vendredi, les deux hommes prennent l'avion pour les États-Unis afin de disputer le Hoosier 100, une prestigieuse épreuve de sprint-car. De retour in-extremis en Italie pour leur premier Grand Prix en Formule 1 le dimanche matin, ils se voient refuser le départ par les organisateurs qui doutent de leur condition physique après un tel périple et s'appuient sur un point du règlement interdisant de prendre part à une course moins de 24 heures avant un Grand Prix. Les deux Américains reportent leurs débuts au Grand Prix des États-Unis, à Watkins Glen, où Andretti fait sensation en signant la pole position sur une Lotus 49B,.
Au cours des quatre années suivantes, Andretti court sporadiquement en Formule 1 sous les couleurs de Lotus, March Engineering et Ferrari, à chaque fois en tant que troisième pilote, tout en poursuivant sa carrière dans les championnats nord-américains. Engagé par Ferrari en 1971, il remporte sa première victoire au Grand Prix d'Afrique du Sud et remporte trois semaines plus tard le Grand Prix Questor, course hors-championnat courue sur l'Ontario Motor Speedway aux États-Unis, qui apporte à l'écurie italienne une seconde victoire.

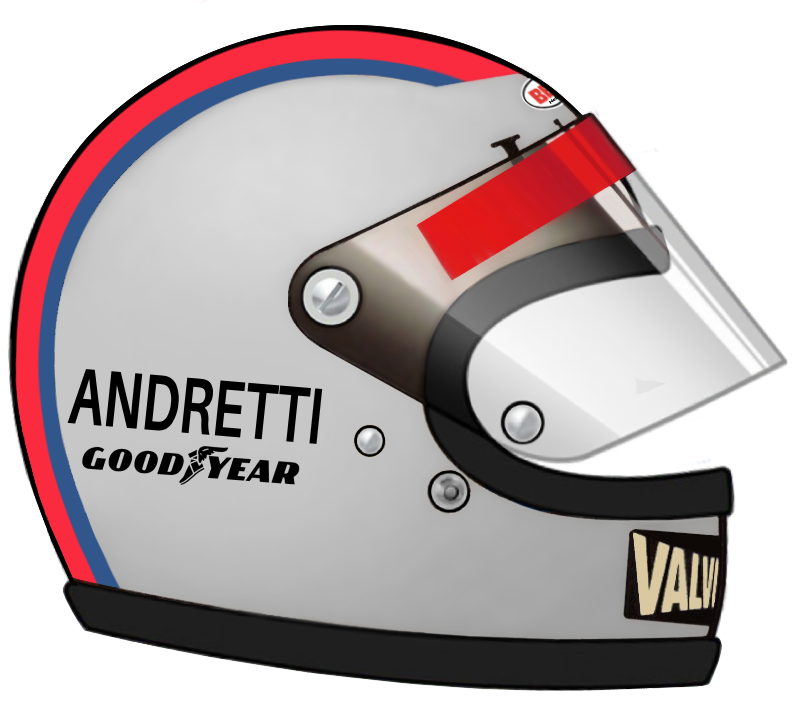
Le casque de Mario Andretti à partir de 1972.

Andretti se reconcentre sur les courses américaines entre 1973 et 1975, disputant les championnats de Formule 5000 1974 et 1975 au sein de l'écurie de l'ancien pilote Parnelli Jones, en terminant deux fois deuxième de ce championnat SCCA/USAC (7 victoires). Jones rêve de Formule 1 et parvient à convaincre son pilote de le suivre dans l'aventure. En 1975, Andretti dispute enfin une saison quasi complète avec l'écurie Vel's Parnelli Jones Racing (il continue à courir en IndyCar et ne peut participer aux Grand Prix de Belgique et des Pays-Bas au milieu de la saison). Cette écurie n'a aucune expérience de la Formule 1 mais a engagé Andretti avec succès à de nombreuses reprises en fin de saison 1974 dans les championnats américains de Formule 5000 et d'IndyCar avec des résultats prometteurs à la clé. Au Grand Prix d'Espagne, Andretti part en quatrième position et domine l'épreuve neuf tours durant, avant que sa suspension ne le trahisse. Les cinq points inscrits au cours de la saison lui permettent de se classer quatorzième du championnat. Cependant, l'épopée Parnelli tourne rapidement au désastre, les résultats ne viennent pas et les caisses de l'écurie se vident.

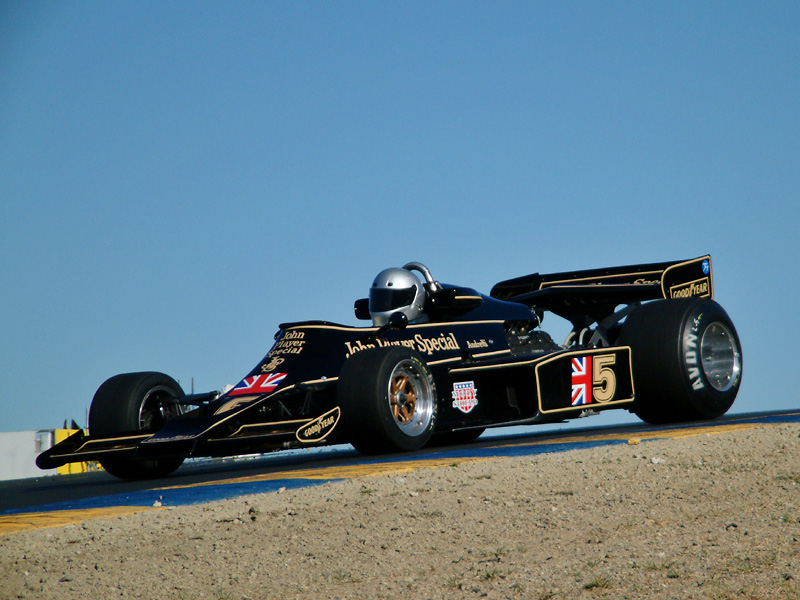
Une Lotus 77 identique à celle pilotée par Mario Andretti en 1976.

Quand Parnelli se retire de la Formule 1 après seulement deux courses en 1976, Andretti retourne avec une certaine réticence piloter chez Team Lotus avec qui il a couru lors du premier Grand Prix de la saison au Brésil. Lotus, alors en difficulté, produit la Lotus 77, mais cette voiture destinée à remplacer la Lotus 72 (dont la conception remonte à 1970) n'est pas très compétitive. Les talents d'Andretti pour développer une voiture performante permettent à Lotus de revenir au premier plan. Au Mont Fuji, il signe la pole position et remporte sa deuxième victoire au cours d'un Grand Prix du Japon disputé sous le déluge. Depuis la mi-saison 1975, Lotus développe la technique de maîtrise de l'effet de sol pour réduire la déportance de la voiture sans nuire à la traînée aérodynamique. Andretti profite de son expérience acquise sur les circuits ovales du championnat américain et travaille sur de subtiles différences dans la taille des pneus et sur une suspension transversale de chaque côté de la voiture.
En 1977, Andretti devient le premier Américain à remporter un Grand Prix des États-Unis Ouest à Long Beach. La Lotus 78 « wing car » (monoplace conçue en forme d'aile d’avion inversée qui lui confère une tenue de route redoutable) est la voiture la plus compétitive de la saison. Avec quatre victoires (aucun autre pilote n'en a remportées autant durant la saison), Andretti apparaît comme l'homme fort du championnat et semble longtemps en mesure d’accrocher le titre mondial. Cependant, la faible fiabilité de son moteur Ford et de multiples accrochages ne lui permettent pas de résister à Niki Lauda sur la durée de la saison à l'issue de laquelle il finit troisième.
En 1978, la Lotus 79 exploite mieux encore l'effet de sol et permet à Andretti de remporter six courses et de s'emparer du titre de champion du monde lors du Grand Prix d'Italie. Cependant, Ronnie Peterson, coéquipier et ami d'Andretti (vice-champion du monde) vient de se blesser grièvement dans un accrochage au premier tour de la course et les célébrations du titre sont annulées. Peterson décède dans la nuit de complications à la suite de ses blessures. Andretti termine la saison sans remporter d'autre succès en Formule 1. Le titre mondial d'Andretti est accueilli avec un entrain modéré par les observateurs : beaucoup pensent qu'il doit essentiellement son succès à la large supériorité de sa machine et d'autres regrettent également que son coéquipier Ronnie Peterson, considéré comme l'un des meilleurs pilotes de sa génération et probablement plus rapide qu'Andretti, n'ait pas été en mesure de lui contester ce titre compte tenu qu'il était tenu par un statut assez strict de deuxième pilote au sein de l'équipe Lotus. Toutefois, à son crédit, Andretti est un pilote très réputé pour son sens technique. C'est lui qui en 1975 et 1976 a assuré le développement du concept de la wing car et participé grandement au redressement d'une équipe au plus bas à son arrivée.
La saison 1979 s'avère compliquée car la nouvelle Lotus 80 n'est pas compétitive et Andretti retourne piloter la vieillissante Lotus 79, rendue obsolète par la deuxième génération de voitures à effet de sol. En 1980, bien que le Team Lotus s'associe au Team Essex, l'équipe, où Andretti est associé à Elio De Angelis et au jeune Nigel Mansell est inefficace. Mario Andretti ne marque qu'un seul point, au Grand Prix des États-Unis Est.
Andretti s'engage sans succès avec le Team Alfa Romeo en 1981 et marque ses trois seuls points au Grand Prix de Las Vegas. Comme les autres pilotes de l'époque, il critique l'effet de sol qui a pris une place trop importante. « Les voitures étaient devenues absurdes, vraiment brutes, sans le moindre mouvement de suspension. La conduite basculait sans aucune délicatesse… cela rendait la Formule 1 un peu plus facile à quitter que ce qu'elle aurait dû être »,,.
Sans volant régulier en 1982, Andretti est engagé par le Williams Racing Team pour remplacer Carlos Reutemann qui a subitement quitté l'écurie, pour le Grand Prix des États-Unis Ouest. Il est ensuite appelé par la Scuderia Ferrari pour les deux dernières courses de la saison pour remplacer Didier Pironi sévèrement blessé lors du Grand Prix d'Allemagne. À Monza, il signe la pole position et monte sur la troisième marche du podium, mais à Las Vegas, il est trahi par la suspension arrière de sa monoplace et abandonne. Mario Andretti fait une dernière apparition dans un paddock de Formule 1 en 1984 en tant que troisième pilote de l'Équipe Renault Elf au Grand Prix de Detroit.

#### 1979-1994: carrière en CART

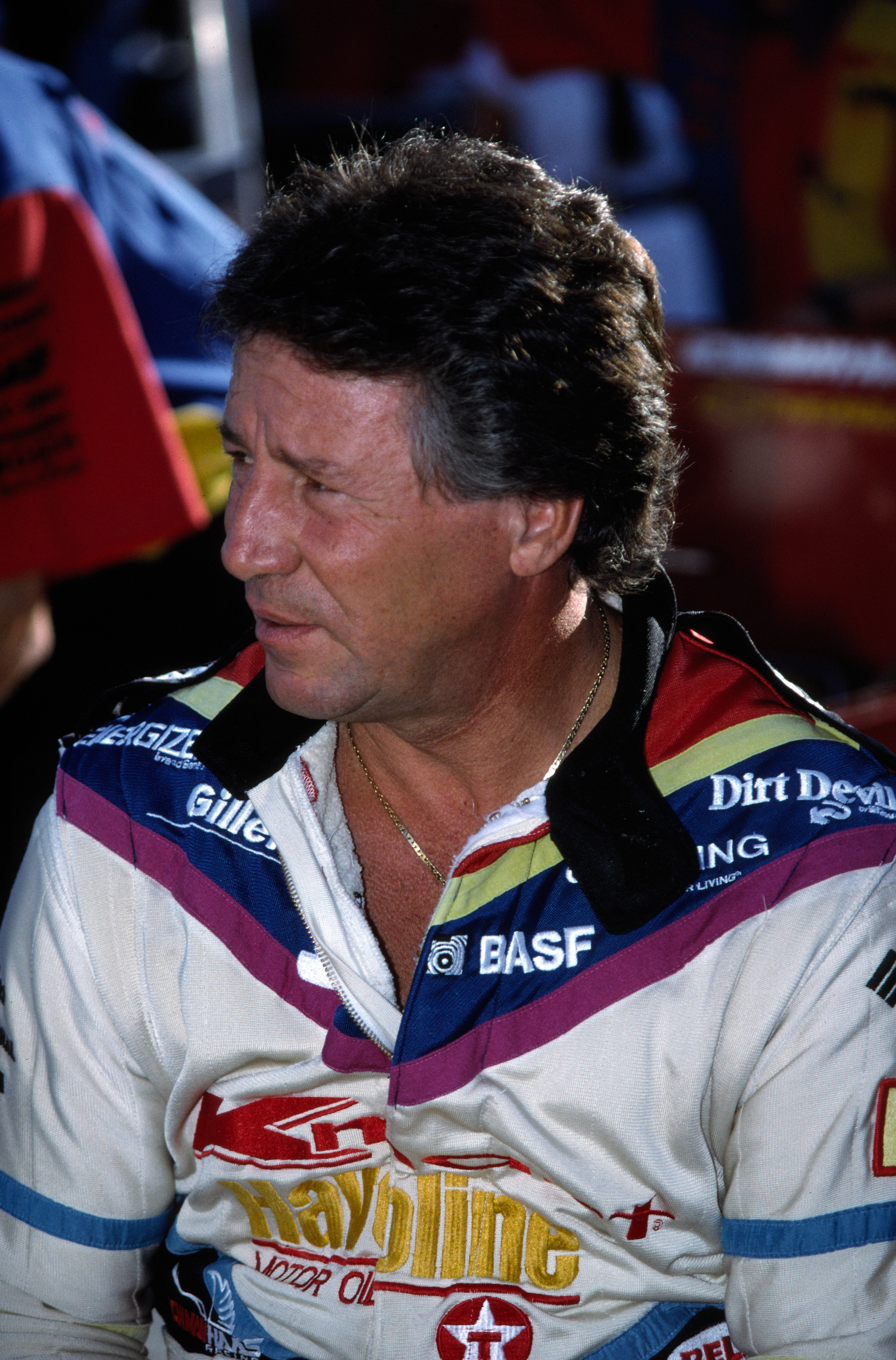
Mario Andretti en 1991.

Mario Andretti continue à courir et occasionnellement à gagner dans le championnat USAC alors qu'il court en Formule 1. En 1979, apparaît le championnat CART (Championship Auto Racing Team) qui prend le pas sur le championnat USAC qu'Andretti a remporté à trois reprises et devient la référence des courses de monoplaces aux États-Unis. Andretti y participe sporadiquement, engagé par l'écurie Penske Racing, puis, en 1982, il rejoint le championnat à plein temps en pilotant pour le Patrick Racing avec qui il s'était déjà engagé l'année précédente.

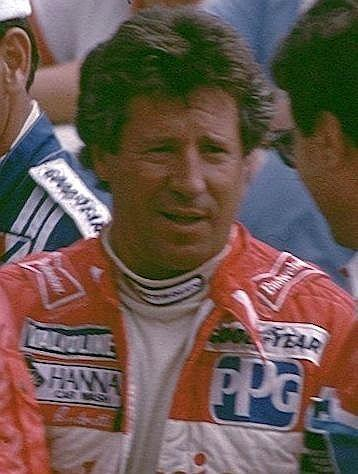
Mario Andretti dans les stands pour la course de Mechanicsburg en 1984.

Il rejoint le Team Newman/Haas dirigé par Carl Haas et par l'acteur Paul Newman en 1983. Il pilote une Lola T-700 avec laquelle il signe la pole position et s'impose au Promiti Veal 200, à Elkhart Lake dans le Wisconsin. En 1984, il signe la pole position dans neuf des seize épreuves et remporte son quatrième titre de champion de Champ Car (tous championnats confondus) à l'âge de 44 ans. Il devance son dauphin, Tom Sneva, d'un point et permet à son écurie de remporter son premier titre après seulement deux saisons.
Le premier fils de Mario, Michael rejoint également Newman/Haas en 1989. Ensemble, ils écrivent une page de l'histoire du sport automobile en devenant le premier équipage père et fils à concourir en Championnat IMSA GT et en IndyCar. C'est également la quatrième fois qu'ils courent ensemble. En 1990, ils sont rejoints par Jeff (le fils cadet) et par John, (1963-2020), son neveu.
En 1991, Michael remporte le championnat alors que son père termine septième. Le 4 avril 1993, Mario remporte avec Newman/Haas une ultime victoire dans la discipline au Valvoline 200 couru au Phoenix International Raceway, qui lui vaut d'arborer le record du pilote le plus âgé à avoir remporté une course d'IndyCar à 53 ans et 34 jours,. Quatre mois plus tard, il signe une dernière pole position au Marlboro 500 couru sur le Michigan International Speedway à la vitesse de 377,029 km/h signant par là même un nouveau record du monde. Mario Andretti participe à une dernière saison en 1994, laquelle est rebaptisée The Arrivederci Tour. Il participe à la dernière de ses 407 courses dans la discipline le 9 octobre au Toyota Grand Prix of Monterey disputé à Laguna Seca.

### Les500 milesd'Indianapolis et la «malédiction» Andretti

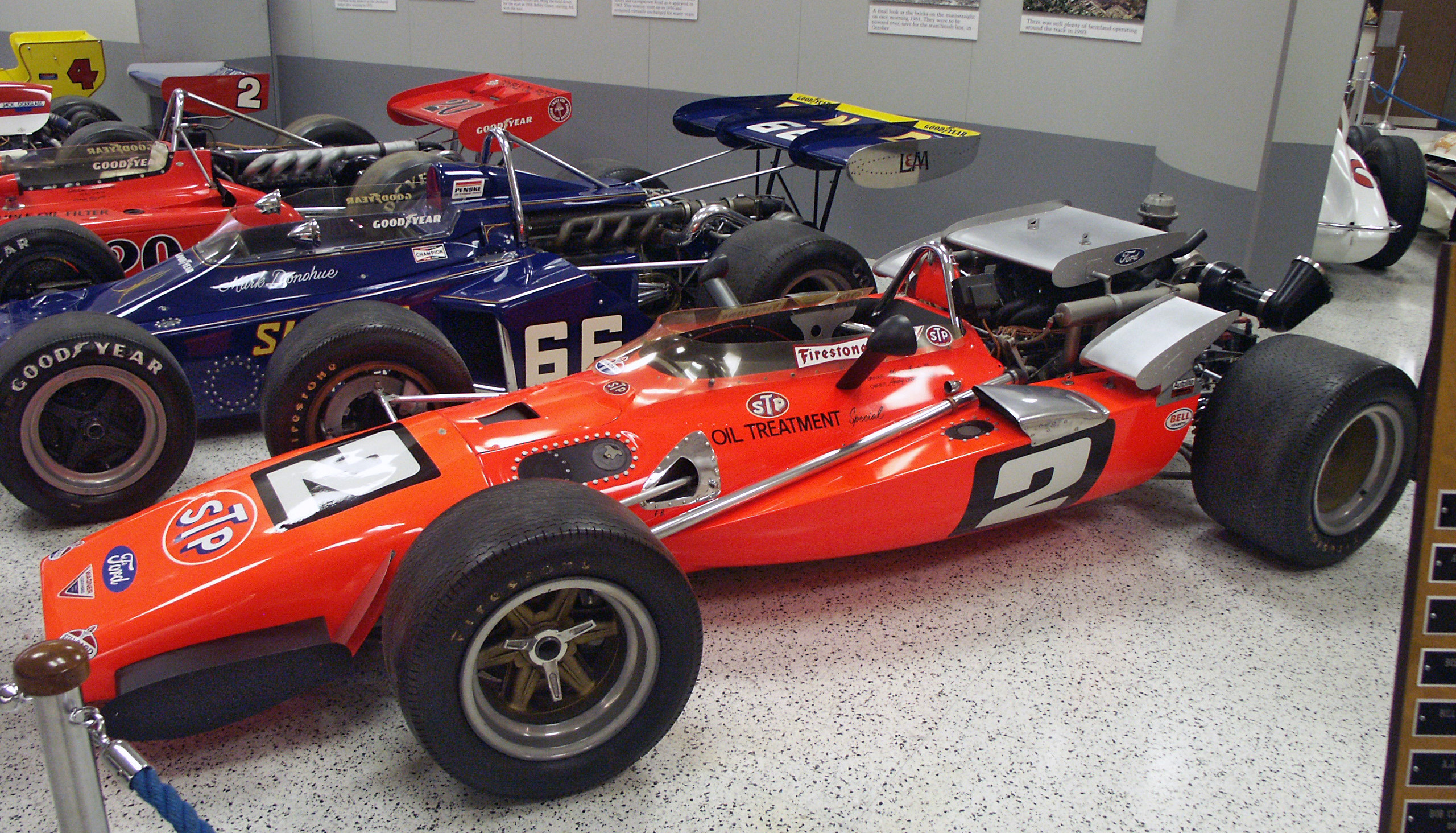
Réplique de la Brawner Hawk avec laquelle Andretti a remporté les 500 miles d'Indianapolis 1969 à l'Indianapolis Motor Speedway Hall of Fame Museum.

Mario Andretti s'est engagé à vingt-neuf reprises aux 500 miles d'Indianapolis  et a remporté la victoire une seule fois. Il y a connu beaucoup d'accidents et est passé souvent très près de la victoire. Après sa victoire en 1969, les critiques ont surnommé la course la « malédiction Andretti », Mario ne termine l'épreuve que cinq fois. En 1977, il devient le premier pilote à dépasser les 320 km/h lors des essais.
La malédiction se poursuit en 1981 lorsque Andretti termine second l'épreuve, devancé de seulement huit secondes par Bobby Unser. Le lendemain, la chance semble sourire à Mario quand Unser est pénalisé d'un tour pour ne pas avoir respecté un drapeau jaune et qu'il se retrouve déclaré vainqueur de l'épreuve. Roger Penske et son poulain Unser font appel de la décision des commissaires de course. Quatre mois plus tard, l'USAC détourne le tour de pénalité en amende de 40 000 $. En 1985, Danny Sullivan dépasse Mario Andretti dans le premier virage et le fait partir en tête-à-queue. Après avoir changé ses pneumatiques à plat, Sullivan repasse devant Andretti, cette fois sans incident et file vers la victoire. En 1987, Andretti domine les qualifications et signe la pole position, il domine 170 des 177 premiers tours de la course mais une panne électrique le contraint à l'abandon au cent-quatre-vingtième tour. En 1992, Mario Andretti perd l'arrière de sa voiture à cause de pneus froids et tape le mur dans le virage numéro quatre. Andretti participe pour la dernière fois à l'épreuve en 1994. Le 24 avril 2003, Mario ressort brièvement de sa retraite pour prendre le volant d'une Dallara-Honda de l'Andretti Green Racing qu'il teste aux essais d'Indianapolis pour son fils Michael en remplacement de Tony Kanaan, blessé. Mario envisage de participer aux qualifications et même à la course mais deux minutes avant la fin des essais, il passe à pleine vitesse dans le premier virage du circuit et roule sur un débris issu de la monoplace de Kenny Bräck, accidenté quelques instants plus tôt. L'objet fait partir la voiture d'Andretti dans les airs qui effectue une série de loopings arrière à près de 320 km/h. Un hélicoptère d'une chaîne de télévision locale permet de constater que la voiture aurait pu passer par-dessus les grilles de sécurité. La monoplace retombe à l'endroit et glisse sur plusieurs centaines de mètres avant de s'immobiliser laissant son pilote sortir quasi indemne.

### En championnat du monde des voitures de sport

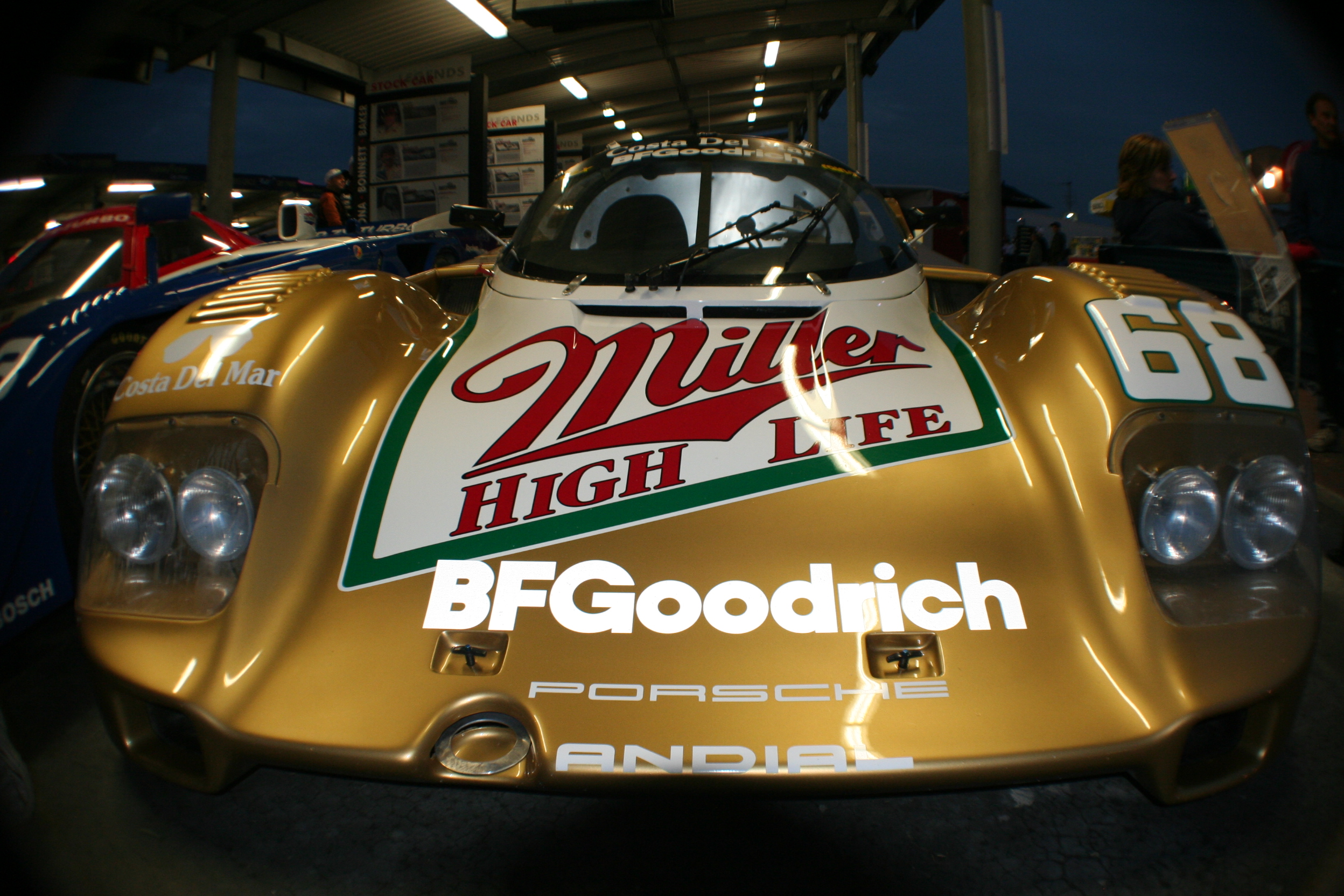
La Porsche 962 C que Mario copilote avec son fils Michael en 1989.

Mario Andretti remporte à trois reprises les 12 Heures de Sebring en 1967, 1970 et 1972, ainsi que les 24 Heures de Daytona en 1972 (réduite à 6 Heures cette année-là). Souvent engagé par l'écurie Holman Moody à ses débuts dans la discipline, il est titularisé pilote d'usine Ferrari de 1970 à 1972 d'abord sur une Ferrari 512 S puis sur la barquette 312 P (qui deviendra 312 PB en 1972). Avec Ferrari en 1972, il remporte, associé à Ickx, les trois manches américaines de la saison en Sport-prototypes (les 6 Heures de Daytona, les 12 Heures de Sebring, les 6 Heures de Watkins Glen) et l'épreuve britannique des 1 000 km de Brands Hatch, permettant à Ferrari de s'adjuger la victoire dans le championnat des constructeurs. Mario Andretti s'engage également dans des courses du championnat CanAm à la fin des années 1960 et au début des années 1970.

### Les 24 Heures du Mans
Andretti a concouru aux 24 Heures du Mans dans quatre décennies différentes. En 1966, il court sur une Ford GT40 Mk II de Holman Moody, associé à Lucien Bianchi mais abandonne sur casse mécanique à 22h30. En 1967, les freins de la Ford Mk.IV dont les plaquettes sont neuves se bloquent et Andretti se crashe dans les esses du Tertre Rouge. Deux autres pilotes de Ford, Jo Schlesser et Roger McCluskey partent à la faute en évitant la voiture d'Andretti, et les trois Ford abandonnent. McCluskey, qui s'est immobilisé sort alors le pilote américain du cockpit pour le mettre en sécurité. Mario Andretti est emmené à l'hôpital pour y passer des radios,.
Mario Andretti interrompt ses participations au Mans pendant sa carrière de pilote de Formule 1 à plein temps. Lorsque la page de la monoplace est tournée, il repart à l'assaut des 24 Heures du Mans, seule épreuve absente de son palmarès. Il reprend le chemin de la Sarthe en 1982. Associé à son fils Michael, ils qualifient leur Mirage M12-Ford à la neuvième place mais un commissaire de course découvre avant le départ un radiateur d'huile derrière la boîte de vitesses, contraire au règlement. Malgré les protestations des Andretti, la voiture qui avait passé les contrôles avec succès quatre jours plus tôt est exclue au profit d'une Porsche 924 Carrera GTR.
L'année suivante, en 1983, ils retournent au Mans associés à Philippe Alliot et finissent l'épreuve troisième. En 1988, le père et le fils reviennent au Mans avec John Andretti, le neveu de Mario pour troisième pilote et terminent sixièmes sur une Porsche 962 d'usine.
Après l'arrêt de ses participations à la classique mancelle pour courir en Champ Car à plein temps, Andretti retourne sur le circuit de la Sarthe. Associé au Français Bob Wollek, il passe près de l'exploit en 1995 en terminant deuxième sur une Courage-Porsche tout en remportant la victoire dans la classe WSC.
Les années suivantes, les efforts d'Andretti ne paient pas. En 1996, il termine treizième et en 1997 il abandonne. Alors qu'il a arrêté sa carrière de pilote automobile à plein temps depuis six ans, il s'engage aux 24 Heures du Mans 2000 et mène à l'âge de 60 ans, une Panoz LMP-1 Roadster-S du Team Panoz Motor Sports à la quinzième place. Il dit en 2006 au cours d'une interview que le Team Courage Compétition « a perdu le course [de 1995] cinq fois plus » à cause de sa mauvaise organisation.

### Distinctions et récompenses
En l'an 2000, l'agence Associated Press et le magazine Racer le nomment pilote du siècle. Il a déjà été élu pilote de l'année aux États-Unis trois années durant, en 1967, 1978 et 1984, ce qui fait de lui le seul pilote à avoir reçu cette distinction au cours de trois décennies différentes. Mario Andretti a, en plus, été nommé Pilote U.S. du quart de siècle en 1992. Il est intronisé au Hoosier Auto Racing Hall of Fame en 1970, au Motorsports Hall of Fame of America en 1990, au United States National Sprint Car Hall of Fame 1996, au International Motorsports Hall of Fame en 2001 et au Temple de la renommée de la FIA en 2017.
Mario Andretti est décoré de l'Ordre du Mérite de la République italienne (Commendatore dell'Ordine al Merito della Repubblica Italiana) le 23 octobre 2006, en l'honneur de sa carrière, de ses services au public et d'un engagement durable dans ses origines italiennes. Dans le monde de la course automobile, le seul autre récipiendaire de cette distinction est Enzo Ferrari. Il a également été nommé en 2007 : Maire (Sindaco) de la Commune libre de Montona en exil (Libero Comune di Montona in esilio), une association d'Italiens ayant émigré de Montona,.

### Mario Andretti's Grand Prix of Road America
Mario Andretti a été l'instrument du maintien du Grand Prix of Road America sur le circuit d'Elkhart Lake dans le championnat CART. Le championnat CART a abandonné légalement toute collaboration avec le circuit à la suite des problèmes de paiement en 2002 et 2003. Mario Andretti s'est fait l'intermédiaire de la négociation entre Chris Pook, le président du championnat CART et George Bruggenthies, le président du circuit Road America. Après six semaines de négociations, les deux parties ont trouvé un accord et signé un contrat de deux ans. Pour l'implication de Mario Andretti, le circuit a été rebaptisé en son honneur Mario Andretti's Grand Prix of Road America.

### La famille Andretti
Les deux fils de Mario, Michael et Jeff, sont pilotes automobiles. Michael a suivi les traces de son père en remportant le championnat d'IndyCar en 1991. Son cousin, John Andretti, neveu de Mario, a rejoint le championnat en 1988. Les Andretti sont la première famille à compter quatre membres dans un même championnat. Mario partage le volant avec ses fils Michael et Jeff au Rolex 24 à Daytona en 1991, ils conduisent une Porsche 962 C et finissent cinquième de l'épreuve.
Marco Andretti, le petit-fils de Mario, a couru sa première saison pleine en Indy Racing League (IRL) en 2006, sous les couleurs de l'écurie de son père Michael, l'Andretti Green Racing Team. Marco termine second 500 miles d'Indianapolis  en 2006 et est devenu la troisième génération de la famille Andretti à recevoir la distinction du Rookie of the Year Award.

### Après la compétition

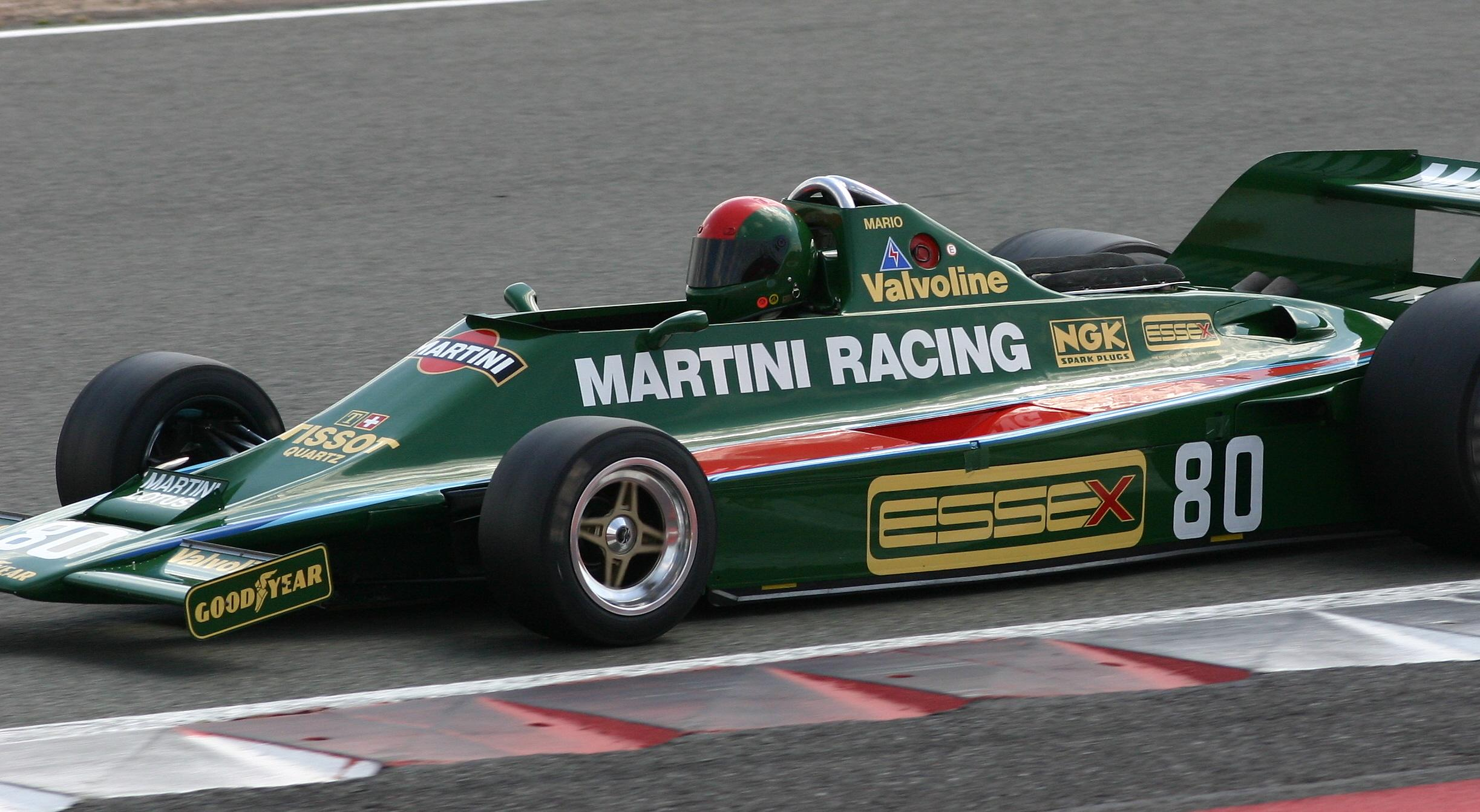
Mario Andretti sur Lotus 80 au meeting Silverstone Classic en 2008.

Mario et son épouse Dee Ann vivent près de leur fils, Michael, dans un manoir à Bushkill en Pennsylvanie. Dee Ann est native de Nazareth et a enseigné la langue anglaise aux Andretti en 1961. Dee Ann et Mario se sont mariés le 25 novembre 1961.
Mario Andretti reste actif depuis sa retraite du sport automobile. Il participe à de nombreux forums, interviews, rencontres, shows, salons, etc. Il est également depuis longtemps le porte-parole de sponsors tels que Texaco/Havoline, Firestone ou les produits MagnaFlow. Il a été occasionnellement le porte-parole du défunt championnat de Champ Car World Series, même s'il a assisté à de nombreuses courses d'Indy Racing League pour y voir son petit-fils Marco.
Mario est vice-président d'une cave à vins nommée « Andretti Winery » à Napa Valley en Californie. Il possède une chaîne de stations service, une concession Toyota à Moon Township en Pennsylvania (à côté de Pittsburgh), des stations de lavages, des produits d'entretien automobile, des circuits de kart, une ligne de vêtements, des jeux vidéo et des répliques de voitures. Il se prête également au jeu du journalisme, testant des voitures pour Road & Track ou Car and Driver.
En juillet 2006, Mario a pris part à la course Bullrun qui traverse les États-Unis. Le premier arrêt au Pocono Raceway (dans l'État où vivent les Andretti, en Pennsylvanie), la Porte #5 y porte le nom de Route Andretti.
Le matin du dimanche 23 octobre 2022, en préambule du Grand Prix des États-Unis sur le Circuit des Amériques près d’Austin, Mario Andretti effectue quelques tours au volant de la McLaren MP4-28 de 2013 avec une livrée 2022 grâce à Zak Brown, le directeur exécutif de McLaren, qui avait organisé cet événement pour le champion du monde de F1 1978. Ce « cadeau » fait au vétéran italo-américain dans une Formule 1 McLaren de l'ère moderne, après un premier galop d’essais à Laguna Seca quelques jours auparavant, était aussi l’occasion de fêter le nouveau nom du virage 20 qui s’appelle désormais The Andretti, un hommage à Mario Andretti de la part des dirigeants du circuit texan. En effet, le pilote de 82 ans est considéré comme le pilote automobile américain le plus titré. Avec Dan Gurney, il est le seul à avoir remporté des courses à la fois en Formule 1, en IndyCar, dans le World Sportscar Championship et en NASCAR. Mario Andretti a participé vingt-neuf fois aux 500 miles d'Indianapolis et l’a remporté en 1969. Champion du monde de Formule 1 en 1978 avec Lotus, il a également remporté les deux plus célèbres courses d’endurance, les 24 heures de Daytona et les 24 heures du Mans (en catégorie WSC, 2e au général). 
Le virage The Andretti est le dernier du circuit d’Austin. Il s’agit de la courbe à gauche qui ramène les concurrents dans la ligne droite des stands après un enchaînement assez technique. Mario Andretti avait lui-même contribué au dessin de la piste en tant que consultant de l’architecte Hermann Tilke qui a réalisé l’un de ses plus beaux ouvrages avec le Circuit of the Americas (COTA). L’ancien pilote et ancien ambassadeur des pistes américaines avait également inauguré ce tout nouveau circuit lors de son ouverture en 2012 en y effectuant le premier tour .

### Apparitions dans les médias
Entre 1992 et 1999, Mario Andretti joue son propre rôle dans trois épisodes de la série Papa bricole et dans un du Caméléon en 1998. Il apparaît dans le documentaire Super Speedway aux côtés de Paul Newman, de son fils Michael et de Christian Fittipaldi.
En 1994, Andretti collabore avec Stormfront Studios et EA Sports à la réalisation du jeu vidéo de Sega Mega Drive qui porte son nom : Mario Andretti Racing, le jeu propose des courses de stock-car, d'IndyCar et de sprint-car.
Dans le film d'animation Cars, produit par les studios Pixar, Mario prête à sa voix au doublage d'une Ford Fairlane, exactement celle avec laquelle il a remporté les 500 miles de Daytona en 1967. Mario apparaît en tant qu'officiel de course dans les documentaires Dust to Glory et 2004 Baja 1000 race.
Mario s'investit également dans le journalisme. Il a écrit un article pour le journal Indianapolis Star où il parle des pilotes, de leur équipement et de leurs voitures.

### Production de vin
Après s'être retiré des compétitions, il fonde, en 1996, la cave Andretti à Napa, un  vignoble de 42 acres.

## Résultats en compétition automobile

### Résultats en Formule 1
| Saison | Écurie                                       | Châssis       | Moteur                       | Pneus     | GP disputés | Victoires | Pole positions | Meilleurs tours | Points inscrits | Classement |
| ------ | -------------------------------------------- | ------------- | ---------------------------- | --------- | ----------- | --------- | -------------- | --------------- | --------------- | ---------- |
| 1968   | Gold Leaf Team Lotus                         | 49B           | Ford‑Cosworth V8             | Firestone | 1           | 0         | 1              | 0               | 0               | 38e        |
| 1969   | Gold Leaf Team Lotus                         | 49B 63        | Ford-Cosworth V8             | Firestone | 3           | 0         | 0              | 0               | 0               | 26e        |
| 1970   | STP Corporation                              | March 701     | Ford-Cosworth V8             | Firestone | 5           | 0         | 0              | 0               | 4               | 16e        |
| 1971   | Scuderia Ferrari                             | 312 B 312 B2  | Ferrari Flat-12              | Firestone | 6           | 1         | 0              | 1               | 12              | 8e         |
| 1972   | Scuderia Ferrari                             | 312 B2        | Ferrari Flat-12              | Firestone | 5           | 0         | 0              | 0               | 4               | 12e        |
| 1974   | Parnelli Jones Racing                        | VPJ4 (en)     | Ford-Cosworth V8             | Firestone | 2           | 0         | 0              | 0               | 0               | 25e        |
| 1975   | Parnelli Jones Racing                        | VPJ4 (en)     | Ford-Cosworth V8             | Goodyear  | 12          | 0         | 0              | 1               | 5               | 14e        |
| 1976   | John Player Team Lotus Parnelli Jones Racing | 77 VPJ4B (en) | Ford-Cosworth V8             | Goodyear  | 15          | 1         | 1              | 1               | 22              | 6e         |
| 1977   | John Player Team Lotus                       | 78            | Ford-Cosworth V8             | Goodyear  | 17          | 4         | 7              | 4               | 47              | 3e         |
| 1978   | John Player Team Lotus                       | 78 79         | Ford-Cosworth V8             | Goodyear  | 16          | 6         | 8              | 3               | 64              | Champion   |
| 1979   | Martini Racing Team Lotus                    | 79 80         | Ford-Cosworth V8             | Goodyear  | 15          | 0         | 0              | 0               | 14              | 12e        |
| 1980   | Team Essex Lotus                             | 81 (en)       | Ford-Cosworth V8             | Goodyear  | 14          | 0         | 0              | 0               | 1               | 20e        |
| 1981   | Marlboro Team Alfa Romeo                     | 179C 179D     | Alfa Romeo V12               | Michelin  | 15          | 0         | 0              | 0               | 3               | 17e        |
| 1982   | TAG Williams Team Scuderia Ferrari           | FW07C 126 C2  | Ford-Cosworth V8 Ferrari V6T | Goodyear  | 3           | 0         | 1              | 0               | 4               | 19e        |
|        | Total                                        |               |                              |           | 129         | 12        | 18             | 10              | 180             |            |

| Saison        | Écurie                    | Châssis    | Moteur                | Pneus | Courses  | Courses  | Courses  | Courses  | Courses  | Courses  | Courses  | Courses  | Courses  | Courses  | Courses  | Courses  | Courses  | Courses  | Courses  | Courses  | Courses  | Classement | Points inscrits |
| Saison        | Écurie                    | Châssis    | Moteur                | Pneus | 1        | 2        | 3        | 4        | 5        | 6        | 7        | 8        | 9        | 10       | 11       | 12       | 13       | 14       | 15       | 16       | 17       | Classement | Points inscrits |
| ------------- | ------------------------- | ---------- | --------------------- | ----- | -------- | -------- | -------- | -------- | -------- | -------- | -------- | -------- | -------- | -------- | -------- | -------- | -------- | -------- | -------- | -------- | -------- | ---------- | --------------- |
| 1968          | Gold Leaf Team Lotus      | 49B        | Ford-Cosworth DFV V8  | F     | AFS      | ESP      | MON      | BEL      | NED      | FRA      | GBR      | ALL      | ITA      | CAN      | USA Abd. | MEX      |          |          |          |          |          | 38e        | 0               |
| 1969          | Gold Leaf Team Lotus      | 49B        | Ford‑Cosworth DFV V8  | F     | RSA Abd. | ESP      | MON      | NED      | FRA      | GBR      |          |          |          |          |          |          |          |          |          |          |          | 26e        | 0               |
| 1969          | Gold Leaf Team Lotus      | 63         | Ford‑Cosworth DFV V8  | F     |          |          |          |          |          |          | ALL Abd. | ITA      | CAN      | USA Abd. | MEX      |          |          |          |          |          |          | 26e        | 0               |
| 1970          | STP Corporation           | March 701  | Ford-Cosworth DFV V8  | F     | AFS Abd. | ESP 3e   | MON      | BEL      | NED      | FRA      | GBR Abd. | ALL Abd. | AUT Abd. | ITA      | CAN      | USA      | MEX      |          |          |          |          | 16e        | 4               |
| 1971          | Scuderia Ferrari          | 312 B      | Ferrari 001 Flat-12   | F     | AFS 1er  | ESP Abd. | MON Nq.  | NED Abd. | FRA      | GBR      |          |          |          |          |          |          |          |          |          |          |          | 8e         | 12              |
| 1971          | Scuderia Ferrari          | 312 B2     | Ferrari 001/1 Flat-12 | F     |          |          |          |          |          |          | ALL 4e   | AUT      | ITA      | CAN 13e  | USA      |          |          |          |          |          |          | 8e         | 12              |
| 1972          | Scuderia Ferrari          | 312 B2     | Ferrari 001/1 Flat-12 | F     | ARG Abd. | AFS 4e   | ESP Abd. | MON      | BEL      | FRA      | GBR      | ALL      | AUT      | ITA 7e   | CAN      | USA 6e   |          |          |          |          |          | 12e        | 4               |
| 1974          | Parnelli Jones Racing     | VPJ4 (en)  | Ford-Cosworth DFV V8  | F     | ARG      | BRÉ      | AFS      | ESP      | BEL      | MON      | SUÈ      | NED      | FRA      | GBR      | ALL      | AUT      | ITA      | CAN 7e   | USA Dsq. |          |          | 25e        | 0               |
| 1975          | Parnelli Jones Racing     | VPJ4 (en)  | Ford-Cosworth DFV V8  | G     | ARG Abd. | BRÉ 7e   | AFS 17e  | ESP Abd. | MON Abd. | BEL      | SUÈ 4e   | NED      | FRA 5e   | GBR 12e  | ALL 10e  | AUT Abd. | ITA Abd. | USA Abd. |          |          |          | 14e        | 5               |
| 1976          | John Player Team Lotus    | 77         | Ford-Cosworth DFV V8  | G     | BRÉ Abd. |          |          | ESP Abd. | BEL Abd. | MON      | SUÈ Abd. | FRA 5e   | GBR Abd. | ALL 12e  | AUT 5e   | NED 3e   | ITA Abd. | CAN 3e   | USE Abd. | JAP 1er  |          | 6e         | 22              |
| 1976          | Parnelli Jones Racing     | VPJ4B (en) | Ford-Cosworth DFV V8  | G     |          | AFS 6e   | USO Abd. |          |          |          |          |          |          |          |          |          |          |          |          |          |          | 6e         | 22              |
| 1977          | John Player Team Lotus    | 78         | Ford-Cosworth DFV V8  | G     | ARG 5e   | BRÉ Abd. | AFS Abd. | USO 1er  | ESP 1er  | MON 5e   | BEL Abd. | SUÈ 6e   | FRA 1er  | GBR 14e  | GER Abd. | AUT Abd. | NED Abd. | ITA 1er  | USE 2e   | CAN 9e   | JAP Abd. | 3e         | 47              |
| 1978          | John Player Team Lotus    | 78         | Ford-Cosworth DFV V8  | G     | ARG 1er  | BRÉ 4e   | AFS 7e   | USO 2e   | MON 11e  |          |          |          |          |          |          |          |          |          |          |          |          | Champion   | 64              |
| 1978          | John Player Team Lotus    | 79         | Ford-Cosworth DFV V8  | G     |          |          |          |          |          | BEL 1er  | ESP 1er  | SUÈ Abd. | FRA 1er  | GBR Abd. | ALL 1er  | AUT Abd. | NED 1er  | ITA 6e   | USE Abd. | CAN 10e  |          | Champion   | 64              |
| 1979          | Martini Racing Team Lotus | 79         | Ford-Cosworth DFV V8  | G     | ARG 5e   | BRÉ Abd. | AFS 4e   | USO 4e   |          | BEL Abd. |          |          | GBR Abd. | ALL Abd. | AUT Abd. | NED Abd. | ITA 5e   | CAN 10e  | USE Abd. |          |          | 12e        | 14              |
| 1979          | Martini Racing Team Lotus | 80         | Ford-Cosworth DFV V8  | G     |          |          |          |          | ESP 3e   |          | MON Abd. | FRA Abd. |          |          |          |          |          |          |          |          |          | 12e        | 14              |
| 1980          | Team Essex Lotus          | 81 (en)    | Ford-Cosworth DFV V8  | G     | ARG Abd. | BRÉ Abd. | AFS 12e  | USO Abd. | BEL Abd. | MON 7e   | FRA Abd. | GBR Abd. | ALL 7e   | AUT Abd. | NED 8e   | ITA Abd. | CAN Abd. | USE 6e   |          |          |          | 20e        | 1               |
| 1981          | Marlboro Team Alfa Romeo  | 179C       | Alfa Romeo 1260 V12   | M     | USO 4e   | BRÉ Abd. | ARG 8e   | SMR Abd. | BEL 10e  | MON Abd. | ESP 8e   | FRA 8e   |          |          |          |          |          |          |          |          |          | 17e        | 3               |
| 1981          | Marlboro Team Alfa Romeo  | 179D       | Alfa Romeo 1260 V12   | M     |          |          |          |          |          |          |          |          | GBR Abd. | ALL 9e   | AUT Abd. | NED Abd. | ITA Abd. | CAN 7e   | LAS Abd. |          |          | 17e        | 3               |
| 1982          | TAG Williams Racing Team  | FW07C      | Ford-Cosworth DFV V8  | G     | AFS      | BRÉ      | USO Abd. | SMR      | BEL      | MON      | USE      | CAN      | NED      | GBR      | FRA      | ALL      | AUT      | SUI      |          |          |          | 19e        | 4               |
| 1982          | Scuderia Ferrari          | 126 C2     | Ferrari 021 V6T       | G     |          |          |          |          |          |          |          |          |          |          |          |          |          |          | ITA 3e   | LAS Abd. |          | 19e        | 4               |
| Légende : ici |                           |            |                       |       |          |          |          |          |          |          |          |          |          |          |          |          |          |          |          |          |          |            |                 |

### Victoires en Formule 1
| no | Année | Manche | Grand Prix       | Circuit              | Départ | Écurie           | Châssis       | Résumé |
| -- | ----- | ------ | ---------------- | -------------------- | ------ | ---------------- | ------------- | ------ |
| 1  | 1971  | 01/11  | Afrique du Sud   | Kyalami              | 4e     | Scuderia Ferrari | Ferrari 312 B | Résumé |
| 2  | 1976  | 16/16  | Japon            | Fuji Speedway        | 1er    | Team Lotus       | Lotus 77      | Résumé |
| 3  | 1977  | 04/17  | États-Unis Ouest | Long Beach           | 2e     | Team Lotus       | Lotus 78      | Résumé |
| 4  | 1977  | 05/17  | Espagne          | Jarama               | 1er    | Team Lotus       | Lotus 78      | Résumé |
| 5  | 1977  | 09/17  | France           | Dijon-Prenois        | 1er    | Team Lotus       | Lotus 78      | Résumé |
| 6  | 1977  | 14/17  | Italie           | Monza                | 4e     | Team Lotus       | Lotus 78      | Résumé |
| 7  | 1978  | 01/16  | Argentine        | Oscar Alfredo Galvez | 1er    | Team Lotus       | Lotus 78      | Résumé |
| 8  | 1978  | 06/16  | Belgique         | Zolder               | 1er    | Team Lotus       | Lotus 79      | Résumé |
| 9  | 1978  | 07/16  | Espagne          | Jarama               | 1er    | Team Lotus       | Lotus 79      | Résumé |
| 10 | 1978  | 09/16  | France           | Paul-Ricard          | 2e     | Team Lotus       | Lotus 79      | Résumé |
| 11 | 1978  | 11/16  | Allemagne        | Hockenheim           | 1er    | Team Lotus       | Lotus 79      | Résumé |
| 12 | 1978  | 13/16  | Pays-Bas         | Zandvoort            | 1er    | Team Lotus       | Lotus 79      | Résumé |

### Victoires en Formule 5000 US
- 1974 : Watkins Glen, Road America et Riverside (Lola T332-Chevrolet V8)
- 1975 : Mosport, Road America, Laguna Seca et Riverside (Lola T332-Chevrolet V8)

### Résultats aux 24 Heures du Mans
| Année | Équipe                | no | Châssis                | Moteur                              | Catégorie | Équipiers                           | Départ | Tours | Résultat          |
| ----- | --------------------- | -- | ---------------------- | ----------------------------------- | --------- | ----------------------------------- | ------ | ----- | ----------------- |
| 1966  | Holman & Moody        | 6  | Ford GT40 Mk II        | Ford 7,0 l V8                       | P +5.0    | Lucien Bianchi                      | 12e    | 97    | Abandon           |
| 1967  | Holman & Moody        | 3  | Ford GT40 Mk IV        | Ford 7,0 l V8                       | P +5.0    | Lucien Bianchi                      | 3e     | 188   | Abandon           |
| 1983  | Porsche Kremer Racing | 21 | Porsche 956            | Porsche Type-935 2,6 l Turbo Flat-6 | C         | Philippe Alliot Michael Andretti    | 8e     | 364   | 3e                |
| 1988  | Porsche AG            | 19 | Porsche 962 C          | Porsche Type‑935 3,0 l Turbo Flat-6 | C1        | John Andretti Michael Andretti      | 3e     | 375   | 6e                |
| 1995  | Courage Compétition   | 13 | Courage C34            | Porsche Type-935 3,0 l Turbo Flat-6 | WSC       | Éric Hélary Bob Wollek              | 3e     | 297   | 2e Vainqueur Cat. |
| 1996  | Courage Compétition   | 4  | Courage C36            | Porsche Type-935 3,0 l Turbo Flat-6 | LMP1      | Jan Lammers Derek Warwick           | 9e     | 315   | 13e               |
| 1997  | Courage Compétition   | 9  | Courage C36            | Porsche Type-935 3,0 l Turbo Flat-6 | LMP       | Michael Andretti Olivier Grouillard | 31e    | 197   | Abandon           |
| 2000  | Panoz Motor Sports    | 11 | Panoz LMP-1 Roadster-S | Élan 6L8 6,0 l V8                   | LMP900    | David Brabham Jan Magnussen         | 5e     | 315   | 15e               |

### Résultats aux500 milesd'Indianapolis
| Année | Châssis  | Moteur        | Départ | Arrivée | Équipe               |
| ----- | -------- | ------------- | ------ | ------- | -------------------- |
| 1965  | Brawner  | Ford          | 4e     | 3e      | Al Dean              |
| 1966  | Brawner  | Ford          | 1er    | 18e     | Al Dean              |
| 1967  | Hawk     | Ford          | 1er    | 30e     | Al Dean              |
| 1968  | Hawk     | Ford          | 4e     | 33e     | Andretti Racing Team |
| 1969  | Hawk     | Ford          | 2e     | 1er     | Andy Granatelli      |
| 1970  | McNamara | Ford          | 8e     | 6e      | Andy Granatelli      |
| 1971  | McNamara | Ford          | 9e     | 30e     | Andy Granatelli      |
| 1972  | Parnelli | Offenhauser   | 5e     | 8e      | Vel Miletich         |
| 1973  | Parnelli | Offenhauser   | 6e     | 30e     | Vel Miletich         |
| 1974  | Eagle    | Offenhauser   | 5e     | 31e     | Parnelli             |
| 1975  | Eagle    | Offenhauser   | 27e    | 28e     | Parnelli             |
| 1976  | McLaren  | Offenhauser   | 19e    | 8e      | Penske Racing        |
| 1977  | McLaren  | Offenhauser   | 6e     | 26e     | Penske Racing        |
| 1978  | Penske   | Cosworth      | 33e    | 12e     | Penske Racing        |
| 1980  | Penske   | Cosworth      | 2e     | 20e     | Penske Racing        |
| 1981  | Wildcat  | Cosworth      | 32e    | 2e      | Patrick Racing       |
| 1982  | Wildcat  | Cosworth      | 4e     | 31e     | Newman/Haas          |
| 1983  | Lola     | Cosworth      | 11e    | 23e     | Newman/Haas          |
| 1984  | Lola     | Cosworth      | 6e     | 17e     | Newman/Haas          |
| 1985  | Lola     | Cosworth      | 4e     | 2e      | Newman/Haas          |
| 1986  | Lola     | Cosworth      | 30e    | 32e     | Newman/Haas          |
| 1987  | Lola     | Chevrolet     | 1er    | 9e      | Newman/Haas          |
| 1988  | Lola     | Chevrolet     | 4e     | 20e     | Newman/Haas          |
| 1989  | Lola     | Chevrolet     | 5e     | 4e      | Newman/Haas          |
| 1990  | Lola     | Chevrolet     | 6e     | 23e     | Newman/Haas          |
| 1991  | Lola     | Chevrolet     | 3e     | 7e      | Newman/Haas          |
| 1992  | Lola     | Ford-Cosworth | 3e     | 23e     | Newman/Haas          |
| 1993  | Lola     | Ford-Cosworth | 2e     | 5e      | Newman/Haas          |
| 1994  | Lola     | Ford-Cosworth | 9e     | 32e     | Newman/Haas          |

| Couleur    | Résultat             |
| ---------- | -------------------- |
| Or         | Vainqueur            |
| Argent     | 2e                   |
| Bronze     | 3e                   |
| Vert       | 4e-5e                |
| Bleu clair | 6e-10e               |
| Bleu foncé | Hors du top 10       |
| Pourpre    | Abandon              |
| Rouge      | Non-qualifié (Nq.)   |
| Brun       | Retiré (Ret)         |
| Noir       | Disqualifié (Dsq.)   |
| Blanc      | Pas au départ (Np.)  |
| Blanc      | Course stoppée (C)   |
| Vide       | Pas de participation |

### Citations originales
1. ↑  (en) « The first time I fired up a car, felt the engine shudder and the wheel come to life in my hands, I was hooked. It was a feeling I can't describe. I still get it every time I get into a race car »
2. ↑  (en) « Aldo and I were winning in the modifieds. But my objective was to get into open-wheelers »
3. ↑  (en) « When you're ready, call me »
4. ↑  (en) « the cars were getting absurd, really crude, with no suspension movement whatever. It was toggle switch driving with no need for any kind of delicacy… it made leaving Formula One a lot easier than it would have been »

### Ouvrages et articles spécialisés
1. ↑  Andretti et Collins 1970
2. ↑  Taylor 2007, p. 36
3. ↑  Taylor 2007, p. 33-42
4. ↑  Gill 1976, p. 37, 120
5. ↑  Nye 1986, p. 95–97
6. ↑  Nye 1986, p. 100
7. ↑  Nye 1986, p. 196
8. ↑  Roebuck 1986, p. 24
9. ↑  Roebuck 1986, p. 21-22
10. ↑  Hamilton 1983, p. 219
11. ↑  Hamilton 1983, p. 226
12. ↑  Grant 1967
13. 1 2  Briggs 1991
14. ↑  Watkins 2006, p. 39–42
15. ↑  Palisca 2008